# Rona Ramon

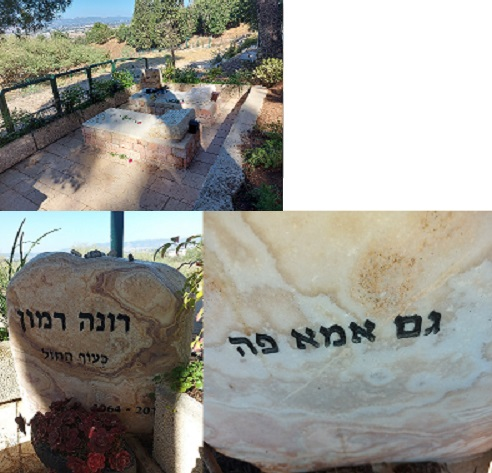
Sur la photo du haut : la pierre tombale de Rona Ramon à côté des tombes d'Ilan et d'Assaf Ramon. Sur la photo de gauche ci-dessous se trouve le devant de la pierre tombale, et à droite l'inscription au dos de la pierre tombale : "Maman est aussi là"

Rona Ramon, en hébreu : רונה רמון, née le 16 avril 1964 et morte le 17 décembre 2018, est une militante israélienne qui influence et soutient l'éducation et la promotion de la jeunesse dans son pays. Elle est la veuve du colonel Ilan Ramon, le premier astronaute israélien, mort dans l'accident de la navette spatiale Columbia, en 2003. Elle est également la mère du capitaine Assaf Ramon, pilote de chasse de l'armée de l'air israélienne, tué dans un accident d'entraînement, le 13 septembre 2009. Après la mort de son mari et de son fils, elle crée la Fondation Ramon qui travaille avec les enfants israéliens pour leur réussite scolaire et la poursuite de leurs rêves. Elle reçoit, à titre posthume, le prix Israël 2019.

## Biographie
Rona Ramon naît le 16 avril 1964 à Kiryat Ono en Israël. Elle est la fille de Yaacov et Gila Bar Siman Tov. Ses parents ont émigré de Turquie dans le cadre de l'Alya de la jeunesse, à l'âge de 15 ans. Dans sa jeunesse, Rona fait du bénévolat dans un mouvement scout. Elle sert comme ambulancière paramédicale pendant son service militaire. Rona rencontre Ilan Ramon à l'âge de 22 ans, ils se marient en 1986 et auront quatre enfants.
En 1997, Ilan Ramon est choisi pour être le premier astronaute israélien et la famille déménage à Houston, en 1998, dans le cadre de la formation des astronautes et des préparatifs de la mission STS-107.
Rona Ramon est une thérapeute holistique et donnait des conférences sur le sujet. Elle est titulaire d'un baccalauréat en physiothérapie du Wingate Institute (en) et une maîtrise en thérapie holistique de l'université Lesley (en) au Massachusetts. Elle a donné des conférences, tenu des ateliers et des traitements individuels sur la façon de faire face à une crise.
Après la catastrophe de la navette spatiale Columbia, Ramon crée la Fondation Ramon, qui fait la promotion de l'éducation et l'encadrement des jeunes d'Israël en leur offrant des bourses et des facilités. Ramon Spacelab est un autre programme de la Fondation Ramon : il permet à des équipes d'étudiants, de proposer une expérience à la Station spatiale internationale. Ramon a également aidé à fonder la Semaine annuelle de l'espace, en Israël. Celle-ci a lieu la dernière semaine de janvier. Elle organise de nombreux événements pour promouvoir les disciplines STIM. Des astronautes et des représentants de l'Agence spatiale viennent participer à ces événements, ainsi qu'à la conférence annuelle internationale Ilan Ramon.
Dans le cadre des célébrations du 68e anniversaire de l'indépendance d'Israël, elle a tenu un flambeau lors de la cérémonie annuelle d'allumage du flambeau au mont Herzl.  En juin 2018, le Technion lui décerne un prix honorifique en reconnaissance de ses nombreuses années de travail et de contribution à la société israélienne.
Elle meurt, à l'âge de 54 ans, après une longue bataille contre le cancer du pancréas. Elle est incinérée.
Le 2 avril 2019, le prix Israël lui est remis, à titre posthume, « pour l'ensemble de son œuvre ».

### Source de la traduction
- (en) Cet article est partiellement ou en totalité issu de l’article de Wikipédia en anglais intitulé « Rona Ramon » (voir la liste des auteurs).